# Stradouň
Stradouň település Csehországban, az Ústí nad Orlicí-i járásban. Stradouň Vinary, Chroustovice, Ostrov, Trusnov, Vraclav és Radhošť településekkel határos. Lakosainak száma 174 fő (2024. január 1.).

## Népesség
A település lakosságának változását az alábbi diagram mutatja:
| Lakosok száma | 497  | 513  | 500  | 312  | 222  | 198  | 205  | 183  | 183  | 174  |
|               | 1869 | 1900 | 1921 | 1961 | 1980 | 2011 | 2016 | 2019 | 2021 | 2024 |